# Мо Брукс
Морріс Джексон «Мо» Брукс-молодший (англ. Morris Jackson "Mo" Brooks, Jr.; нар. 29 квітня 1954, Чарлстон, Південна Кароліна) — американський політик-республіканець. З 2011 р. він є членом Палати представників США від штату Алабама.
У 1963 р. він переїхав до міста Гантсвілл у штаті Алабама. Його батько був інженером-електриком, а мати викладала економіку і політику у школі. Брукс вивчав економіку і політичні науки в Університеті Дьюка, який він закінчив з відзнакою. Потім він вивчав право в Університеті Алабами. З 1982 по 1992 рр. він був членом Палати представників Алабами, з 1996 по 2011 рр. Брукс входив до комісії округу Медісон. У 2006 р. він намагався стати кандидатом у віце-губернатори Алабами від Республіканської номінації.
З 1976 р. він перебуває у шлюбі з Мартою Дженкінс. У них є четверо дітей. Брукс є членом Церкви Ісуса Христа Святих останніх днів.